# Rochester (Minnesota)
Rochester és una població dels Estats Units a l'estat de Minnesota. Segons el cens del 2009 tenia 103.486 habitants.

## Demografia
Segons el cens del 2000, Rochester tenia 85.806 habitants, 34.116 habitatges, i 21.493 famílies. La densitat de població era de 836,4 habitants per km².
Dels 34.116 habitatges en un 32,6% hi vivien nens de menys de 18 anys, en un 51,8% hi vivien parelles casades, en un 8,5% dones solteres, i en un 37% no eren unitats familiars. En el 29,7% dels habitatges hi vivien persones soles el 8,5% de les quals corresponia a persones de 65 anys o més que vivien soles. El nombre mitjà de persones vivint en cada habitatge era de 2,43 i el nombre mitjà de persones que vivien en cada família era de 3,06.
Per edats la població es repartia de la següent manera: un 25,8% tenia menys de 18 anys, un 9,1% entre 18 i 24, un 33,4% entre 25 i 44, un 20,3% de 45 a 60 i un 11,5% 65 anys o més.
L'edat mediana era de 34 anys. Per cada 100 dones de 18 o més anys hi havia 91 homes.
La renda mediana per habitatge era de 49.090$ i la renda mediana per família de 60.754$. Els homes tenien una renda mediana de 40.380$ mentre que les dones 30.136$. La renda per capita de la població era de 24.811$. Entorn del 4,7% de les famílies i el 7,8% de la població estaven per davall del llindar de pobresa.

## Poblacions més properes
El següent diagrama mostra les poblacions més properes.